# Martín Cifre
Martín Cifre Pastor (Palma de Mallorca, 10 de febrero de 1940 - Palma de Mallorca, 10 de agosto de 2009) fue un pintor español de finales del siglo XX y principios del siglo XXI. Se le considera uno de los mejores representantes de la pintura puntillista española, técnica que utilizó con habilidad en múltiples paisajes.

## Biografía
Nació en una familia acomodada procedente de la localidad mallorquina de Pollensa. El padre poseía un almacén de cementos, en el que el joven Martín Cifre trabajó durante algún tiempo.
Comenzó sus estudios en la Escuela de Artes y Oficios de Palma de Mallorca. Se trasladó a Barcelona con 23 años para continuar su formación en la Escuela de Bellas Artes de Sant Jordi, en contra de la opinión de su padre que no entendía que el arte pudiera significar una perspectiva económica para su hijo, por lo que le retiró su apoyo económico creyendo cerrar así su vocación. Martín no pudo hacer efectivo el pago de la matrícula el primer año transcurrido en Barcelona y, durante ese tiempo, se dedicó a realizar trabajos de dibujo para una imprenta y para un estudio de arquitectura.
Desde el año 1963 participó en numerosas exposiciones individuales y colectivas, tanto en España como en el extranjero.
Finalizados sus estudios en 1969, continuó en la Escuela de Bellas Artes como ayudante de la Cátedra de Paisaje del pintor Josep Puigdengolas Barella, hasta el año 1973.
Durante esta época obtuvo  varios premios, como el Extraordinario del Ayuntamiento de Barcelona, una beca de la Dirección Nacional de Bellas Artes, que le trasladó durante un verano a Segovia, así como otra beca de la Fundación R. Amigó Cuyàs, que le permitió una estancia de dos meses en Holanda.
Los temas de sus cuadros son fundamentalmente paisajísticos. Cultivó inicialmente el hiperrealismo (1973-1985) para adoptar después el peculiar estilo del puntillismo (1986-2009).
Martín Cifre supo moverse muy bien dentro de este estilo, con una gracia e intención destacables, quizá favorecido por su "visión global y armónica de la vida", en palabras del periodista catalán Lluís Foix. Fue además un mallorquín genuino, convencido, que supo reflejar, posiblemente sin pretenderlo, lo más esencial y característico de su tierra: los almendros en flor, el color de Mallorca que veía brotar por todas partes, el mar y el cielo de la isla. Gracias a su rica personalidad, que evolucionó en variadas direcciones, nos ha legado una infinidad de paisajes mallorquines, caracterizados por su particular percepción del color de las Islas Baleares.
El escritor Baltasar Porcel dijo de él que "en los paisajes de Martín Cifre la luz proviene de los límites del alba, desde luego, pero adquiere también una plenitud de mediodía".